# David Saperton
David Saperton (Pittsburgh, 29 octobre 1889 – New York, 5 juillet 1970) est un pianiste américain connu pour être le premier pianiste à jouer l'intégralité des compositions originales ainsi que les transcriptions complètes de son beau-père, Leopold Godowsky. Il a également enregistré un certain nombre d'études de Godowsky composées sur les études de Chopin, ainsi que d'autres pièces. Parmi ses étudiants à l'Institut Curtis figurent notamment Jorge Bolet, Shura Cherkassky, Sidney Foster, Julius Katchen, Seymour Lipkin, John Simms, Abbey Simon et Eleanor Sokoloff. En tant que pianiste, il est considéré comme un grand dramaturge, un poète sensible et un superbe coloriste.

## Biographie

### Formation
Saperton, naît David Sapirstein à Pittsburgh, en Pennsylvanie, le 29 octobre 1889. Il commence l'étude du piano à six ans, sous la direction de son grand-père, ténor et musicien de renommée internationale, ayant chanté à l'Opéra de Brünn. Le père de Saperton, médecin diplômé de l'Université de Pittsburgh, était également une voix de basse de bonne réputation et supervise ses études théoriques. Leopold Godowsky, son futur beau-père, entend David Saperton comme un enfant prodige, alors qu'il a huit ans. Son professeur principal était le pianiste et éditeur allemand August Spanuth (1857-1920), connu comme critique musical à New York, puis professeur au Conservatoire Stern de Berlin. Le jeune Saperton assiste aux classes de maître de Ferruccio Busoni et prend peut-être également des leçons avec Rafael Joseffy.

### Carrière
David Saperton fait ses débuts à quinze ans au Metropolitan Opera House de New York, où il joue le Concerto en mi mineur de Chopin. Un an plus tard, il joue au Mendelssohn Hall en récital, lequel est acclamé par la critique.
Il poursuit ses études avec August Spanuth en Allemagne, et en 1908 participe à un concert avec la cantatrice Geraldine Farrar à Berlin. En 1909, il interprète un vaste répertoire, dans cent-quatre-vingt villes d'Europe et poursuit ses tournées européennes : Allemagne, Autriche, Hongrie, Italie, Russie et en Scandinavie, jusqu'en 1912, date à laquelle il retourne à New York, où il donne des récitals très réussis sans toutefois attirer un impresario. En 1915, il joue une série de six récitals à l'Eolian Hall, principalement des œuvres de Szymanowski, Liszt, Brahms, Beethoven, Schumann, Chopin. Après une tournée dans toutes les grandes villes américaines en 1917-1918, il se retire dans la vie privée.
En 1924, David Saperton épouse Vanita, la fille de Godowsky, sœur de la star du cinéma muet Dagmar Godowsky, et commence à se plonger dans l’étude des œuvres difficiles pour piano de son beau-père, notamment toutes les transcriptions. Godowsky le présente également à Josef Hofman et à l'Institut Curtis, où il enseigne de nombreux pianistes devenus célèbres avant d'être licencié. Sa carrière est passée de la musique à l'enseignement et à la composition. Il est resté professeur privé à New York, où il meurt le 5 juillet 1970. Le pianiste Andrew Kraus, un des étudiants de Saperton au cours des derniers mois de sa vie, écrit : « Expérimenter son jeu dans l'intimité de son studio a été pour moi une initiation perdue à une manière de jouer du piano, ainsi qu'une introduction à un genre de musique, tombée en désuétude, merveilleusement belle et intéressante ».
Les enregistrements de Saperton doublent certaines séquences de piano avec le personnage de William Prince dans le film hollywoodien Carnegie Hall de 1947.

### Enseignement
Son beau-père, Leopold Godowsky, avait présenté Saperton à Josef Hofmann, directeur du Curtis Institute of Music de Philadelphie, qui l'avait engagé comme assistant et membre de la faculté en 1924. Il enseigne le piano à de nombreux pianistes célèbres tels que Jorge Bolet, Shura Cherkassky, Sidney Foster, Seymour Lipkin, John Simms, Abbey Simon, Jacques Abram, Eleanor Sokoloff et Alan Weiss. Le critique anglais Bryce Morrison commente le perfectionnisme de Saperton en tant qu'enseignant : « Son insistance sur la perfection du clavier de son élève le plus doué [Bolet] était redoutable et obsessionnelle […] Piqué par la critique constante et le sarcasme de Saperton, Bolet chercha refuge chez Godowsky lui-même, Rosenthal et Hoffmann ».
Quand Hofmann s'est disputé avec Mme Mary Louise Curtis Bok, fondatrice et présidente du Curtis Institute (plus tard épouse Zimbalist), Saperton est renvoyé de l'institut avec Hofmann.

## Enregistrements
En 1940, David Saperton grave un album d'œuvres de Godowsky pour RCA Victor. Un enregistrement ultérieur de dix études sur Chopin-Godowsky n’a jamais été publié, car RCA a cédé les matrices de cuivres pour faire des douilles pour les obus pendant la Seconde Guerre mondiale. Le seul enregistrement existant de Saperton des études, est publié par le label Command Performance, date de 1952, alors que ses prouesses pianistiques commençaient à décliner. Avec l'enregistrement complet des  Études de Chopin et d'autres œuvres de Godowsky, cet enregistrement a été réédité par Video Artists International (VAI).
Il existe également des Johann Strauss et un Gaspard de la nuit de Ravel enregistré dans des conditions précaires pour la radio en 1953.
- Chopin-Godowsky, Études [10] (juin 1940, RCA Victor) Inédites et détruites. Sauf les études 15 et 47, sur une face de test retrouvée dans les années 1990 et publié par Marston (The Complete Leopold Godowsky, Vol. 3  3CD Marston 53008-2)[13].
- David Saperton joue Chopin et Godowsky (1952 et 1957, 2CD VAI Audio VAIA1037) (OCLC 30937478)